# Аморози
Аморози (итал. Amorosi) је насеље у Италији у округу Беневенто, региону Кампанија.
Према процени из 2011. у насељу је живело 2218 становника. Насеље се налази на надморској висини од 56 м.

## Становништво
Према резултатима пописа становништва 2011. у општини је живело 2.836 становника.
| 1931. | 1936. | 1951. | 1961. | 1971. | 1981. | 1991. | 2001. | 2011. |
| ----- | ----- | ----- | ----- | ----- | ----- | ----- | ----- | ----- |
| 2.675 | 2.869 | 3.296 | 2.970 | 2.626 | 2.737 | 2.808 | 2.761 | 2.836 |